# Stella Getz
Stella Getz (Trondheim, 1976. október 10. –) norvég énekesnő, akinek karrierje az 1990-es években kezdődött. Félig nigériai származású, de Trondheim-ben nőtt fel.

## Karrierje
A norvég énekesnő karrierje a 90-es években kezdődött Friends című dalával, mely az egyik legnagyobb slágere volt, és a slágerlistákra is felkerült. Németországban különösen sikeres volt, mivel az MTV gyakran játszotta videóit. többször turnézott együtt Dr. Albannal, és a 2 Unlimiteddel.1994-ben jelent meg debütáló albuma Forbidden Dreams címmel. Több kislemeze is megjelent, azonban a 90-es évek közepére eltűnt a nyilvánosság elől.

## Diszkográfia

### Album
- Forbidden Dreams[4] (1994)

### Kislemezek
- Friends (1993)[5]
- Dr. Love (1994)[6]
- Yeah Yeah (1994)[7]
- All In All (1994)[8]
- Get A Grip
- Ta-Di-Di-Boom (1996)